# Gulmi (dystrykt)

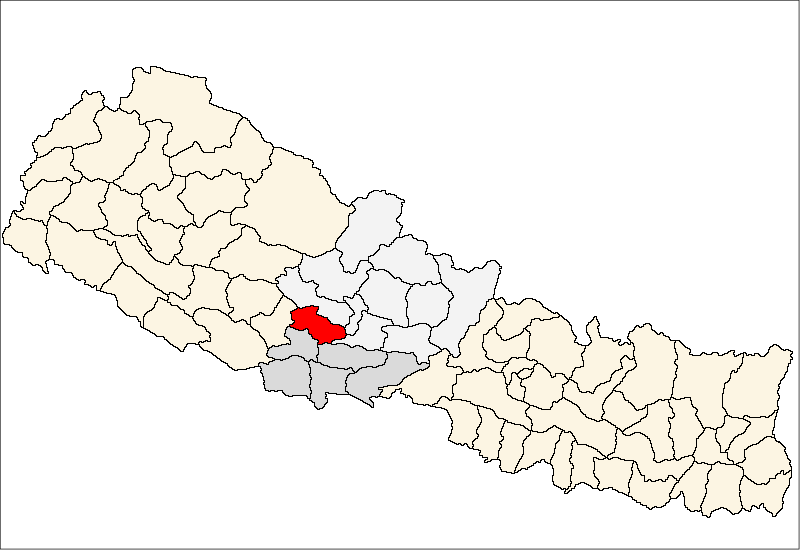
Dystrykt Gulmi

Dystrykt Gulmi (nep. गुल्मी) – jeden z siedemdziesięciu pięciu dystryktów Nepalu. Leży w strefie Lumbini. Dystrykt ten zajmuje powierzchnię 1149 km², w 2001 r. zamieszkiwało go 296 654 ludzi. Stolicą jest Tamghas.